# Megacalanus typicus
Megacalanus typicus is een eenoogkreeftjessoort uit de familie van de Megacalanidae. De wetenschappelijke naam van de soort is voor het eerst geldig gepubliceerd in 1909 door Scott A..